# أنيس سلوم
أنيس سَلُّوم (1279- 1350 هـ / 1862- 1931 م) عالم لغوي سوري وأديب ومُدرِّس، وأحد مؤسِّسي مجمع اللغة العربية بدمشق، ومن المؤسِّسين لديوان المعارف، وواعظ في الكنيسة الإنجيلية. وله إسهام في التعريب وهو واضع كلمة (سيارة بدل أوتومبيل)، وكلمة (هاتف بدل تيلفون).
وهو ابنُ عمِّ الشاعر رفيق سلُّوم أحد شهداء 6 أيار 1916، وشقيق الطبيب الأديب الشاعر رئيس الطائفة الإنجيلية بدمشق توفيق سلُّوم (ت 1956م).

## ولادته وتحصيله
ولِد أنيس بن ناصيف بن نعمة بن سليمان سَلُّوم في مدينة حِمص، عام 1279هـ/ 1862م، لأسرة حِمصيَّة أصيلة، تنحدر من أصل غسَّاني. وفي عام 1869م انتقلت أسرتُه إلى مدينة حماة في إثر خلاف مذهبي بين والده ورؤوس القائمين على الكنيسة الأرثوذكسية بحمص، واعتناقه المذهب الإنجيلي البروتستانتي، وصار والده واعظَ الكنيسة الإنجيلية في حماة.
وتلقَّف أنيس العلومَ الابتدائية في بيته وعلى أبيه. ثم أرسله أبوه إلى لبنان لدراسة المرحلة الثانوية في مدرسة عُبَيَّه في جبل لبنان عام 1875، فتلقَّى فيها تعليمًا مدرسيًّا نظاميًّا استطاع معه أن يُتقنَ علوم العربية ويُلمَّ بمبادئ اللغة الإنكليزية. وعقب تخرُّجه عام 1877 عاد إلى حماة معلّمًا في مدرسة ابتدائية أسَّسها مع أبيه، ومتابعًا لإتقان اللغة الإنجليزية.
أراد إكمال دراسته الجامعية بالكلية السورية البروتستانتية (الجامعة الأمريكية) في بيروت، ولكنَّ رحيل والده المبكِّر عام 1879 منعه من ذلك، فتولَّى مهامَّ الكنيسة الإنجيلية خلفًا لأبيه، وصَعِدَ مِنبرَ الكنيسة يعظ أفراد الطائفة الإنجيلية وهو فتًى يافع في السابعة عشرة من عمره. ونهض بشؤون الأسرة ورعاية إخوته وهم أربعة أشقاء وثلاث شقيقات، درسوا جميعًا وتفوَّقوا، وتخصَّص ثلاثة من أشقائه بالطب مع نظمهم الشعر وعنايتهم بالأدب. وظلَّ يتابع الدراسة والتحصيل ويطَّلع على آداب اللغة العربية وتاريخها، ويجهد في حفظ سور من القرآن الكريم، حتى اشتَهَر بين الناس بالتضلُّع من علوم اللغة، وبامتلاك ناصيتَي النظم والنثر والقدرة على الارتجال.
وفي عام 1883 انتسب إلى مدرسةٍ في لبنان للتعمُّق في علم اللاهوت، درس فيها سنة ثم عاد إلى حماة ليُعيَّن راعيًا للكنيسة الإنجيلية.

## عمله ونشاطه
اضطُرَّ أنيس سلوم إلى مغادرة حماة عام 1895، لاجئًا إلى قرية بشمزّين في لبنان الشمالي؛ لاتهامه بهجاء متصرِّف حماة صادق باشا، مؤثرًا البعد عن مضايقة السُّلطات المحلِّية له. وفي هذه القرية تابع نشاطه في الحقلين الديني والأدبي. فلمَّا كان عام 1897 دعَته الطائفة الإنجيلية في دمشق إلى رعاية كنيستها، فانتقل إليها، ولم تمضِ عليه مدَّة حتى عرفته دمشق كلُّها خطيبًا جَهْوَرِيَّ الصوت في المحافل السياسية والوطنية، ومتكلمًا يُحسن الحديث في الندَوات العلمية والأدبية، وواعظًا مؤثِّرًا في الكنيسة. وأصرَّ على تسمية الكنيسة بالكنيسة الإنجيلية الوطنية.
انتُخب سنة 1909 عضوًا عن مدينة حماة في المجلس العمومي لولاية سورية، وتكرَّر انتخابه عدَّة مرَّات. وعمل مع ابن عمِّه رفيق سلُّوم نائب رئيس المنتدى الأدبي، في تنظيم الأمسيَّات الشعرية والحلَقات الأدبية التي كثُر فيها الانتقاد للدولة العثمانية. وعند اعتقال رفيق سلُّوم وإعدامه سنة 1916 نُفيَ أنيس إلى بلدة توقاد بولاية سيواس في تركيا، بأمر من جمال باشا، قائد الجيش الرابع، ومُنعَ من الكتابة والخطابة.
عاد إلى دمشق عشيَّة انسحاب الجيش العثماني سنة 1918، راعيًا للكنيسة الإنجيلية، وخطيبًا ومحاضرًا في المحافل. وبايعَ الأمير فيصل بن الحسين ملكًا عربيًّا على سورية. وعيَّنه رئيسُ الحكومة رضا الركابي في السَّراي الكبير، مسؤولًا عن تعريب المراسَلات الحكومية ومراجعة سلامة لغتها العربية. فأخذ يجمع شباب الموظفين في غرفته بدار الحكومة، ويُملي عليهم دروسًا في قواعد اللغة العربية وأصول الإنشاء ومبادئ البلاغة والبيان.

## في مجمع اللغة العربية
شارك أنيس سلُّوم في تأسيس "الشعبة الأولى للترجمة والتأليف" في نوفمبر (تشرين الثاني) 1918 المختصَّة بتعريب مؤسسات الدولة ودواوينها، مع بقية الأعضاء: الشيخ أمين سويد، وعز الدين التنوخي، وعيسى إسكندر المعلوف، والشيخ سعيد الكَرْمي. ثم وسَّعت الحكومة هذه الشعبة في 12 فبراير (شُباط) 1919 وأسمتها "ديوان المعارف"، وجعلت الأستاذ محمد كرد علي رئيسًا لها. ثم في 8 يونيو (حَزِيران) 1919 أصدر الحاكم علي رضا باشا الركابي قرارًا بتسمية "ديوان المعارف" باسم (المَجْمَع العلمي العربي).
فكان بذلك أحدَ مؤسسي المَجمَع الذي عُقدت جلسته الأولى في 30 يوليو (تَمُّوز) 1919، ثم انتُخب أنيس سلوم نائبًا للرئيس محمد كرد علي في دورة عام 1923، وأدار المجمع مدَّة غياب الأستاذ الرئيس، وكان في مقدِّمة أعضاء المجمع حيوية ونشاطًا.
ألقى سلُّوم في رَدْهة المجمع خمسَ عشرةَ محاضرة، منها: العلم (1921)، العمل بالعلم (1921)، الكتب والمطالعة (1922)، من لا يكرم نفسه لا يكرم (1923)، لكل امرئ من دهره ما تعوَّدا (1923)، تعزيز اللغة العربية (1923)، الإرادة القوية (1923)، الحياة السعيدة (1924)، الحياة الاجتماعية (1924)، أسباب الفقر وعلاجه (1925).
وأسهم في تعريب اللفاظ الأعجمية الذائعة، ووضع البدائل العربية المأنوسة للألفاظ الأجنبية، وهو واضع كلمة (سيارة بدل أوتومبيل)، وكلمة (هاتف بدل تيلفون).
وفي 4 يونيو (حَزِيران) 1925 قدَّم أنيس سلُّوم كتابًا إلى رئيس المجمع يستعفيه من وظيفته في المجمع.

## مؤلفاته
ألف بضعة كتب مختصرة في النحو والصرف والبيان والمنطق، وله موجزٌ في علم الاجتماع، وآخرُ في علم النفس، وغيره في علم الاقتصاد، وأكثرها فُقِدَ أثناء نفيه إلى الأناضول. ونشر في مجلة المجمع 17 مقالًا في المدَّة ما بين سنتي 1922 و1925، ضمَّن بعضها فوائدَ لغوية، وعرَّف في سائرها بعشرة كتب، منها: الوسيط في الأدب العربي وتاريخه، وبسائط علم الفلك، وكليلة ودمنة، وتاريخ هنيبال، والطب العربي، وقرَّظ أيضًا كتاب فارس الخوري موجز في علم المالية. وله تعليقات على كتب باكون، ورسكن، وإمرسن، وردود على كتب داروين، وهكسلي.
وجمع شاكر الدبس في كتابه (ذكرى أنيس سلوم) قصائد أنيس سلوم الشعرية ومقالاته النثرية وخُلاصة أفكاره وما قيل في تأبينه. وقسَّم شعره إلى خمسة أبواب (أغراض): التهاني والمديح، والمراثي، والحِكَم والأخلاق، والأحاجِيّ والألغاز الشعرية، والتاريخ الشعري.

## شعره
كان أنيس سلوم ينظم الشعر في ديباجة من السهل الممتنع، وهو شاعر تقليدي، يصدُر شعره عن تفاعل مع مناسبة وأحداث محدَّدة، تتجلَّى فيه عاطفته الوطنية، في لغة يسيرة وإيقاع متدفق، وصياغة حكيمة كأنما تصدر من وِجدان سامعها وفكره. وتبدو في شعره اهتماماته التربوية، وشغلت المساجلاتُ الشعرية مساحة من اهتمامه، وكان يجهد نفسه في كتابة قطعة شعرية حروفها مهمَلة (خالية من النقط)، وينظم التاريخ وأحداثه.

### نماذج من شعره
له قصيدةٌ مدح فيها الملك فيصل في 1 أيار سنة 1919م، مرحِّبًا بمقدَمه من أورُبَّا، قال في مطلعها:
ورثى ابنَ عمِّه رفيق سلوم في حفلة تكريم الشهداء سنة 1918 فقال:
ويقول في قصيدة بعنوان (عظمة الخالق):
ويقول في قصيدة بعنوان (سعادة المرء):
وكتب بذيل صورته:

## قالوا عنه
قال عنه الأستاذ فارس الخوري في حفل تأبينه: «للأستاذ أنيس سلوم في اللغة العربية - التي كان معدودًا بين علمائها الثقات - منزلةٌ من التدقيق والتحقيق قلَّما بلغَها غيرُه من المعاصرين. فلقد كان مرجعًا موثوقًا به في ضبط الألفاظ وصحَّة التركيب، وسلامة الإعراب وحفظ المفردات، مع مهارة غريبة باستحضار الكلمات ووضعها في مواضعها ببلاغة نادرة، وسَبْك متين، وانسجام رائق».
وقال عنه الشيخ عبد القادر المغربي: «كانت معارفُ الأستاذ سلوم اللغوية وذوقُه الصحيح في الفصيح من كلماتها وأساليبها ثروةً للمجمع، أفادته فيما هو بسبيله من خدمة اللغة وإصلاح أغلاط الكتَّاب، ووضع كلمات جديدة تفي بحاجة الاصطلاحات العلمية والفنية والإدارية. وإن شهرته في التمكُّن من اللغة العربية وبلاغتها وإجادة الخطابة بها استفاضَت حتى لا يجهلها أحدٌ في هذه البلاد، وقد زان ذلك كلَّه أخلاقٌ عالية، وفضائلُ سامية، من سَعة صدر، وأناة وصبر، وحبٍّ للخير والإحسان، ووفاء للأصدقاء والخُلَّان».

## وفاته
أصيب أنيس سلوم بداء تصلُّب الشرايين، أوقفه عن العمل وأقعده في داره عام 1926، وتوفي إثر نَزْف دماغي يوم الثلاثاء 30 من جُمادى الآخرة 1350هـ الموافق 10 نوفمبر (كانون الأول) 1931م، ودُفن في دمشق.